# 狼雨
《狼雨》是一部日本電視動畫作品，全30話。2003年在富士電視台播放。製作開始時原定集數是26集，最後4集於2004年1月到2月期間以OVA方式發售，并收录在DVD第9卷和第10卷以及DVD-BOX上。

## 故事概要
一個據說是群狼已滅絕200年的世界。在那裡，大部份的土地被荒原覆蓋，许多居民生活在貧困之中。事實上，狼並没有完全消亡，一些狼設法生存了下来。他們以人的姿態出現，混入人類的社會，和人類共存。狼牙是其中的一匹狼，他的目標是尋找傳說中的樂園。狼牙先後遇到了狼爪，狼髭和狼嚎並且結為夥伴，一起朝着樂園前進。

## 登場角色
◎配音员排序方式：日语→万代影视→Animax Asia。

### 主要人物
狼牙（"Fang"）
配音：宮野真守（日本）；约翰尼·杨·博斯／Darren Pleavin（英文）
本作主角，一匹白色的狼，以身為狼而自傲，為前往樂園獨自流浪，直到遇見狼髭才幻化成人類的模樣。在尋找樂園的過程中，狼牙總是憑自己的直覺行動。狼牙幼年時曾經屬於一個狼群，不過這狼群在很久以前便慘遭賈卡拉的軍隊殺戮滅亡。
狼爪（"Claw"）
配音：三宅健太（日本）；克里斯宾·弗里曼／Victor Lee（英文）
一匹灰色的狼，胸前有傷痕，性格粗獷，帶有野性。曾是盜賊集團首領，為生存帶領人類同夥攻擊貴族奪取物資，後來遭到手下出賣，在因緣際會下開始和狼牙一起行動。
狼髭（"Whiskers"）
配音：陶山章央（日本）；Joshua Seth（英文）
一匹褐色的狼，嗅覺靈敏，體態稍胖，喜歡女子。曾幫助狼牙逃離研究所，而成為狼牙的第一個夥伴。以有趣為由與狼牙一起前往樂園。
狼嚎（"Howling"）
配音：下和田裕貴（日本）；Mona Marshall／Candice Moore（英文）
一匹褐色的狼，較瘦小膽怯，是四匹狼中最年幼者。從小由一位老婦人撫養，老婦人死後便到處流浪，曾多次被狼爪所救，之後便跟隨大家一起前往樂園。
潔紗（“Cheza”）
配音：小笠原亞里沙（日本）；Sherry Lynn／Andrea Kwan（英文）
花之少女。為歐卡姆的研究所的研究對象，在感受到狼牙進入這城市時甦醒。她是達爾西亞一世用失傳的鍊金術從月之花中創造出的生命體。在達爾西亞把她從研究所擄走後從飛行船上逃離，其後和狼牙相遇。她和狼群之間有一種特別的連繫，是指引狼牙他們找到樂園的關鍵。猶如花一樣，潔紗的生命必需品是水和光，而不是食物。
哈布・里伯斯基（“Hubb Lebowski”）
配音：宮本充（日本）；Bob Buchholz（英文）
在歐卡姆的城市中擔任刑事警官，是雪露的前夫。在雪露伴隨潔紗一同失蹤後，開始尋找雪露而遭到通緝逮捕，幸運逃出後偶遇庫恩特，兩人便一起行動。
雪露・杜格勒（“Cher Degré”）
配音：幸田夏穗（日本）；Kari Wahlgren／Andrea Kwan（英文）
歐卡姆的研究所內主要研究潔紗的女博士，因為過度專注於潔紗的研究而和哈布離婚。失蹤前將被視為邪教禁忌的月之書遺留給哈布。
庫恩特・亞頓（“Quent Yaiden”）
配音：石塚運昇（日本）；Tom Wyner／Rik Thomas（英文）
原保安官，藍影的主人。因為深信狼是殺害他摯愛親人的兇手，開始以獵殺狼群為目標成為獵人。非常好酒，平時常提著伏特加或威士忌酒瓶。
藍影（“Blue”）
配音：淺野麻由美（日本）；Jessica Straus（英文）
庫恩特的小孩撿回來飼養長大的雌犬，隨庫恩特一同獵殺狼群。一次偶然機會和潔紗相遇，喚醒了其體內的狼血統，在那之後她便悄悄地離開了庫恩特，遇到狼牙他們。藍影為了釐清自己究竟為何，便決定一同前往樂園。
達爾西亞（“Darcia”）
配音：黑田崇矢（日本）；Steve Blum（英文）
没落的貴族。左眼戴著眼罩，以遮蓋他受詛咒的狼眼。為了解除戀人哈夢娜染上的樂園病與身上的詛咒，以前往樂園為目標。非常了解潔紗，把潔紗從歐卡姆的研究所擄回。

### 其他人物
哈夢娜（“Hubb Lebowski”）
配音：坂本真綾（日本）；Peggy O'Neal（英文）
達爾西亞的戀人。因為身患樂園病而喪失心智，不料在受到賈卡拉軍隊入侵時死去。與賈卡拉為孖生姐妹(妹妹)。
賈卡拉（“Jaguara”）
配音：田中敦子（日本）；Mary Elizabeth McGlynn（英文）
貴族出身，擁有龐大的軍力，企圖利用狼牙為其開啟通向樂園之門。與哈夢娜為孖生姐妹(姐姐)，暗戀達爾西亞。
戈爾（“Gehl“）
配音：赤石廣樹（日本）；Brianne Siddall（英文）
狼爪率領的盜賊集團中的一位少年，曾無意中看到狼爪的真面目。一次行動中不慎在高處失足，卻恐懼狼爪的救援而摔落身亡。

## 製作人員
- 原作：BONES、信本敬子
- 監督：岡村天齋
- 角色設計：川元利浩
- 脚本：信本敬子、岡村天齋、吉永亞矢、佐藤大、大河內一樓、待田堂子、淺川美也
- 美術設計：岡田有章、武半慎吾
- 機械設定：荒牧伸志
- 美術監督：森川篤
- 色彩設計：水田信子
- 攝影監督：荒川浩介
- 音響監督：若林和弘
- 音樂：菅野洋子
- 製作人：南雅彥、高梨實、春名剛生
- 動畫製作：BONES
- 製作：富士電視台、BONES、Bandai Visual

## 主題曲
- 片頭曲「Stray」

作詞：tim jensen，作曲：菅野洋子，編曲：菅野洋子，主唱：Steve Conte
- 片尾曲「gravity」

作詞：troy，作曲：菅野洋子，編曲：菅野洋子，主唱：坂本真綾
- 最終片尾曲「Tell Me What The Rain Knows」（第26話）

作詞：Chris Mosdell，作曲：菅野洋子，編曲：菅野洋子，主唱：坂本真綾

## 各話列表
| 話數 | 中文標題             | 日文標題 | 脚本              | 分鏡       | 演出              | 作畫監督                   | 備註 |
| ---- | -------------------- | -------- | ----------------- | ---------- | ----------------- | -------------------------- | ---- |
| 1    | 咆哮的街角           |          | 信本敬子          | 岡村天齋   | 武井良幸          | 川元利浩                   | TV版 |
| 2    | 不再哭泣的狼嚎       |          | 信本敬子          | 岡村天齋   | 佐藤育郎          | 小森高博                   | TV版 |
| 3    | Bad Fellow           |          | 信本敬子          | 岡村天齋   | 武井良幸          | 逢坂浩司                   | TV版 |
| 4    | 荒野的傷痕           |          | 岡村天斎          | 安藤真裕   | 北村真咲          | 堀川耕一                   | TV版 |
| 5    | 墮落的狼             |          | 信本敬子 吉永亞矢 | 岡村天斎   | 佐藤育郎          | 富岡隆司                   | TV版 |
| 6    | 繼承者               |          | 信本敬子          | 坂田純一   | 横山彰利          | 逢坂浩司                   | TV版 |
| 7    | 花之少女             |          | 佐藤大            | 岡村天斎   | 武井良幸          | 斎藤恒徳                   | TV版 |
| 8    | 安眠曲               |          | 信本敬子          | 岡村天斎   | 北村真咲          | 堀川耕一                   | TV版 |
| 9    | 疑惑                 |          | 佐藤大            | 坂田純一   | 神戶洋行          | 恩田尚之                   | TV版 |
| 10   | Moon's Doom          |          | 大河内一楼        | 西村博之   | 佐藤育郎          | 富岡隆司                   | TV版 |
| 11   | 消失點               |          | 佐藤大            | 岡村天斎   | 武井良幸          | 逢坂浩司                   | TV版 |
| 12   | Don't make me blue   |          | 信本敬子          | 安藤真裕   | 安藤真裕          | 堀川耕一                   | TV版 |
| 13   | 男人的哀歌           |          | 吉永亞矢          | 岡村天斎   | 澤井幸次          | 大澤聡 門智昭              | TV版 |
| 14   | 沒落的城鎮           |          | 佐藤大            | 安田賢司   | 佐藤育郎          | 恩田尚之 中島利洋          | TV版 |
| 15   | 灰色的狼             |          | 総集編            | 武井良幸   | 武井良幸          | 斎藤恒徳                   | TV版 |
| 16   | 夢之旅程             |          | 総集編            | 武井良幸   | 武井良幸          | 斎藤恒徳                   | TV版 |
| 17   | 花之香、狼之血       |          | 総集編            | 武井良幸   | 武井良幸          | 斎藤恒徳                   | TV版 |
| 18   | 人、狼、月之書       |          | 総集編            | 岡村天斎   | 岡村天斎          | 斎藤恒徳                   | TV版 |
| 19   | 綠洲之夢             |          | 信本敬子          | 大塩万次郎 | 神戶洋行          | 富岡隆司                   | TV版 |
| 20   | CONSCIOUSLY          |          | 信本敬子          | 岡村天斎   | 武井良幸          | 逢坂浩司 倉島亜由美        | TV版 |
| 21   | 戰鬥的狼煙           |          | 佐藤大            | 坂田純一   | 森邦宏            | 水畑健二                   | TV版 |
| 22   | 流星的碎片           |          | 待田堂子          | 安藤真裕   | 安藤真裕          | 堀川耕一                   | TV版 |
| 23   | 黑街的鼓動           |          | 佐藤大            | 西村博之   | 佐藤育郎          | 菅野宏紀                   | TV版 |
| 24   | 陷阱的味道           |          | 浅川美也          | 岡村天斎   | 京田知己 安藤真裕 | 富岡隆司                   | TV版 |
| 25   | 錯誤的記憶           |          | 吉永亞矢          | 坂田純一   | 武井良幸          | 児山昌弘 伊藤岳史          | TV版 |
| 26   | 月光爐               |          | 佐藤大            | 岡村天斎   | 岡村天斎          | 堀川耕一                   | TV版 |
| 27   | 魂之去向             |          | 信本敬子          | 安藤真裕   | 安藤真裕          | 富岡隆司                   | OVA  |
| 28   | 悔恨的槍聲           |          | 信本敬子          | 岡村天斎   | 佐藤育郎          | 堀川耕一                   | OVA  |
| 29   | High Tide, High Time |          | 信本敬子          | 武井良幸   | 武井良幸          | 齋藤恒徳 富岡隆司          | OVA  |
| 30   | 狼雨                 |          | 信本敬子          | 岡村天斎   | 岡村天斎          | 児山昌弘 吉田健一 川元利浩 | OVA  |

## 漫畫版
| 卷數 | 講談社        | 講談社             | 東立出版社    | 東立出版社         |
| 卷數 | 發售日期      | ISBN               | 發售日期      | ISBN               |
| ---- | ------------- | ------------------ | ------------- | ------------------ |
| 1    | 2003年7月23日 | ISBN 4-06-349139-0 | 2005年4月13日 | ISBN 986-11-5831-6 |
| 2    | 2004年2月23日 | ISBN 4-06-349161-7 | 2005年4月13日 | ISBN 986-11-5832-4 |